# Palais de Orellana
Le palais de Orellana est un édifice situé dans le centre historique de Salamanque (Espagne). Il est aussi connu sous le nom de Palais du Marquis de la Conquista ou du Marquis d'Albaida. Il est un intéressant exemple d'architecture classique, avec des influences maniéristes. Il a été édifié par Francisco Pereira de Anaya en 1576. L'architecte Juan de Ribero Rada a aussi participé à sa construction.
Il a été déclaré Bien d'Intérêt Culturel avec catégorie de Monument le 16 mars 2000.

## Source de traduction
- (es) Cet article est partiellement ou en totalité issu de l’article de Wikipédia en espagnol intitulé « Palacio de Orellana » (voir la liste des auteurs).